# Siolip (Barumun)
Siolip is een bestuurslaag in het regentschap Padang Lawas van de provincie Noord-Sumatra, Indonesië. Siolip telt 1645 inwoners (volkstelling 2010).